# Pou de la pleta d'Enrerí
Pou de la pleta d'Enrerí és una obra d'Agramunt (Urgell) inclosa a l'Inventari del Patrimoni Arquitectònic de Catalunya.

## Descripció
El Pou de la Pleta d'Enrerí se situa a l'oest del nucli d'Agramunt, proper a la Pleta d'Enrerí i el camí vell de Balaguer. Es tracta d'un pou de pedra seca de forma cilíndrica amb un brocal de 3 metres d'alt per 2 metres d'ample. La fondària del pou és de més de 5 metres.
L'accés a l'aigua es realitza a través d'una obertura en forma de finestra d'arc rebaixat feta de grans carreus ben escairats oberta a la cara sud de la construcció. El pou conserva també el forrellat però no la politja ni del travesser per captar l'aigua. A la cara interior del pou hi ha un abocador de pedra que servia per vesar-hi l'aigua, després el líquid sortia a través d'una canal inserida a la paret del pou cap a una pila d'aigua de pedra rectangular situada a l'exterior del pou.